# Тэнсунг Намгьял
Тэнсунг Намгьял (1644—1700) — второй чогьял Сиккима. Вступил на трон после отца Пунцога Намгьяла в 1670 году. Перенёс столицу из Юксома в Рабденце. Имел три жены. Преемником чогьяла стал Чакдор Намгьял, рождённый от второй жены в 1700 году. Затем имел сына от третьей жены. Его внук был царём небольшого царства внутри владений отцов.